# Woodlark
La isla Woodlark, conocida por sus habitantes como Woodlark, Muyuw o Muyua, y Murua por los habitantes de algunas islas vecinas, es una isla papú. Es la isla principal de un pequeño archipiélago que lleva su nombre, junto las islas Madau y Nusam, situadas al oeste, y las islas Nubara y las Marshall Bennett situadas al este.
Originalmente tuvo minas de oro, aunque ahora basa gran parte de su economía en la producción de ébano.

## Historia
Durante la Segunda Guerra Mundial, las tropas de la Operación Chronicle (parte de la Operación Cartwheel) de los aliados desembarcó en Kiriwina y en Woodlark el 30 de junio de 1943, fecha a partir de la cual recibe ese nombre. Pocos meses después los Seabees construyeron una base aérea en la bahía Guasopa conocida como Woodlark Airfield y que ahora es el aeropuerto.

## Transporte
Woodlark dispone del Aeropuerto de Guasopa (IATA: GAZ), situado en el poblado homónimo de Guasopa, al suroeste de la isla.